# Île Seguin
La Île Seguin es una isla en el río Sena, en Francia, entre las islas de Boulogne-Billancourt y Sèvres, al oeste de París.
Durante la mayor parte del siglo XX, albergó una fábrica de Renault, hasta que cesó su producción en 1992, cuando se fabricó el último Renault 5 Superfast, y la fábrica fue demolida en 2004-2005.
En abril de 2017, se inauguró allí el pabellón de música y centro artístico La Seine Musicale.